# Bacopa arenaria
Bacopa arenaria är en grobladsväxtart som först beskrevs av Johann Anton Schmidt, och fick sitt nu gällande namn av Johan Albert o Constantin Loefgren och Edwall.. Bacopa arenaria ingår i släktet tjockbladssläktet, och familjen grobladsväxter. Inga underarter finns listade i Catalogue of Life.